# Matthias Gubig
Matthias Gubig (* 22. Juni 1942 in Dresden) ist ein deutscher Grafikdesigner, Typograf, Buchgestalter und war Hochschullehrer.

## Leben und Werk
Matthias Gubig ist der Sohn der Kontoristin Johanna Dora Gubig und des Bücherrevisors Wilhelm Mahn. Mit der Mutter flüchtete er 1945 – nach der Bombardierung Dresdens – nach Löbau in der Oberlausitz. Sein Vater wurde an der Ostfront als vermisst gemeldet. Von 1959 bis 1962 erlernte er das Buchdrucker-, später das Schriftsetzerhandwerk im Löbauer Druckhaus und machte seinen Abschluss als Schriftsetzer. Von 1963 bis 1966 studierte er an der Fachschule für Angewandte Kunst Berlin-Oberschöneweide. Seinen Fachschulabschluss als Typografiker machte er bei Wolfgang Geisler. 1966 begann seine bis heute andauernde künstlerisch-gestalterische Arbeit für Theater, Verlage und Redaktionen, vor allem auf den Gebieten der Buchgestaltung, der Buchgrafik und des Plakats.
Von 1966 bis 1972 lehrte Gubig typografischen Entwurf an der Abendschule der Betriebsakademie der polygrafischen Industrie Berlin, und von 1970 bis 1978 Entwurf an der Fachschule für Werbung und Gestaltung Berlin.
1975 legte er als Externer an der Hochschule für Grafik und Buchkunst Leipzig bei den Professoren Albert Kapr, Walter Schiller und Gert Wunderlich sein Diplom ab. Von 1984 bis zu seinem Dienstende 2007 war er Lehrbeauftragter, Dozent und ab 1992 Professor für Gebrauchsgrafik und Typografie an der Kunsthochschule Berlin-Weißensee.
Parallel zu seiner Lehrtätigkeit gestaltete er vor allem Bücher, Buchillustrationen und Plakate. Belletristik-, Lyrik- und Bildbände, Sach- und wissenschaftliche Bücher entstanden für viele Verlage. Zum Beispiel: Verlag für Bauwesen, Deutscher Landwirtschaftsverlag Berlin, Eulenspiegel-Verlag Berlin, Das Neue Berlin, Dietz Verlag Berlin, Verlag Die Wirtschaft, Verlags-Anstalt Union, Aufbau Verlag, Mitteldeutscher Verlag, Reclam Verlag Leipzig, Quetsche Verlag für Buchkunst, Faber & Faber Leipzig.
Als bildnerische Mittel nutzt er vorwiegend Hochdruckverfahren, wie Holzschnitte, Schnitte in andere Materialien, Holzstich und Acrylstiche. Plakate gestaltete er vor allem zu sozialen, politischen und kulturellen Themen.
Gemeinsam mit Karl-Georg Hirsch gab er von 2005 bis 2014 die Lyrikbände der Editionsreihe Zwiedruck heraus und gestaltete diese. Seit 2003 gibt Gubig grafische Pressendruckbücher der Reihe Spätdruck heraus; Werke klassischer und Gegenwartsautoren sowie eigene Texte sind darin vertreten. Gubig gestaltet die Bücher und versieht sie mit Originalgrafiken. Diese und einige der Texte druckt er in seiner Werkstatt selbst. Seit 2015 gestaltet er die Zeitschrift Marginalien, Zeitschrift für Buchkunst und Bibliophilie, herausgegeben von der Pirckheimer-Gesellschaft. Darin ist er auch als Autor von Beiträgen vertreten.
Anschaulich und unterhaltsam erzählte Matthias Gubig in seinem Buch Stehsatz – Was ich noch nicht ablegen will von seinen Lehrjahren in einem kleinen Druckereibetrieb in Löbau und von den Möglichkeiten und Bedingungen, unter denen in der DDR Bücher entstanden sind.
Matthias Gubig lebt und arbeitet in Blankenfelde bei Berlin.
1965 heiratete er die deutsche Illustratorin Martha-Luise Gubig, geb. Puhlemann (* 1943). Sie sind die Eltern des Ausstellungsgestalters Thomas Gubig (* 1966) und der Grafikdesignerin Anne Gubig (* 1967).

## Werke (Auswahl)
Buchgestaltungen (Eine Auswahl)

Typograf (2014)

- Waltraud Volk: Berlin, Hauptstadt der DDR, Historische Straßen und Plätze heute. VEB Verlag für Bauwesen, 1972. Zeichnungen von Martha-Luise Gubig
- Waltraud Volk: Dresden, Historische Straßen und Plätze heute. VEB Verlag für Bauwesen, 1974. Zeichnungen von Martha-Luise Gubig
- Oskar Büttner/Erhard Hampe: Bauwerk Tragwerk Tragstruktur. VEB Verlag für Bauwesen, 1977. Zeichnungen von Martha-Luise Gubig
- Sozialistische deutsche Karikatur 1848 -1978. Hrsg. Harald Olbrich. Eulenspiegel Verlag Berlin, 1979.
- Harri Günther: Schöne Blütengehölze. VEB Deutscher Landwirtschaftsverlag Berlin, 1979. Zeichnungen von Martha-Luise Gubig
- Paul Klee, Die Zwitschermaschine und andere Grotesken. Hrsg. Lothar Lang. Eulenspiegel Verlag Berlin, 1981.
- Spitzen, Cartoons und Karikaturen von 26 Zeichnern aus der DDR. Hrsg. Harald Kretzschmar/Klaus Vonderwerth. Eulenspiegel Verlag Berlin, 1983.
- Mancher suchet eyn pfenning und verbrinnt darbey drey lichte. Gesammelt und ausgewählt von Heinz-Dieter Haustein. Verlag die Wirtschaft, 1984. Grafikmontagen von Matthias Gubig
- Renate Feyl: Sein ist das Weib, Denken der Mann, Ansichten und Äußerungen für und wider die gelehrten Frauen. Union Verlag Berlin, 1984. Grafikmontagen von Matthias Gubig
- Vorm Wind ist gut segeln, Seemannssprüche. Ausgewählt von Knut-Hannes Wettig. Union Verlag Berlin, 1985. Grafikmontagen von Matthias Gubig
- Die Aktion, Eine Auswahl von Thomas Rietzschel. Aufbau-Verlag Berlin und Weimar, 1986.
- Wenn ich den Appetit verliere, verliere ich den Verstand, 333 Sprichwörter, Aphorismen und Zitate. Gesammelt von Manfred Otto und Bernd Bock. Verlag die Wirtschaft Berlin, 1988. Grafikmontagen von Matthias Gubig
- Die Große Französische Revolution, Illustrierte Geschichte. Hrsg. Kurt Holzapfel/Walter Markow. Dietz Verlag Berlin, 1989.
- Gisela Kraft: Sintflut, Märchen und Träume. Mitteldeutscher Verlag Halle Leipzig, 1990. Grafiken von Matthias Gubig
- Leben ist Differenz, Nachgelesenes bei Ludwig Börne. Hrsg. Peter Hoßfeld und Michael Strich. Verlags-Anstalt Union, 1991. Illustrationen von Matthias Gubig
- Leberecht H. Obst: Seltsame Geschichten aus fünf Jahrhunderten. Verlags-Anstalt Union Berlin, 1991 Grafikmontagen von Matthias Gubig
- Heinz Kahlau: Kaspers Waage, Gedichte. Aufbau Verlag Berlin und Weimar, 1992.
- Eberhard Häfner: Vergoldung der Innenhaut. Aufbau Verlag Berlin und Weimar, 1993.
- Mario Wirz: Ich rufe die Wölfe, Gedichte. Aufbau Verlag Berlin und Weimar, 1993.
- Matthias Gubig: Stehsatz, Was ich noch nicht ablegen will. Clausen & Bosse, 1995.
- Keller + Kuhn: Die blauen Wunder, Faxroman. Reclam Verlag Leipzig, 1997. Eines der schönsten deutschen Bücher. Bronzemedaille Schönste Bücher aus aller Welt 1998
- Theodor Fontane: Landpartien. Quetsche, Verlag für Buchkunst, 1999. Original-Lithografien von Harald Metzkes
- E. T. A. Hoffmann: Das Majorat. Textband und Faksimilie nach einem Skizzenbuch von Fritz Fischer im Schuber. Serapion vom See Berlin, 1999.
- Hinnerk Einhorn: Voyage au Paradis, Texte einer deutschen Wende. Gollenstein, 2000. Grafiken von Matthias Gubig
- Arche Noah, Sintflut. Band 1 mit Radierungen von Hans-Ruprecht Leiss. Band 2 mit Holzschnitten von Otto Beckmann. Band 3 mit Lithografien von Falko Behrendt. Quetsche, Verlag für Buchkunst, 2000.
- Matthias Claudius: Asmus omnia sua secum portans oder Sämtliche Werke des Wandsbecker Boten. Ausgabe in zwei Bänden. Faber & Faber, 2005. Illustrationen von Klaus Waschk
- Paul Gerhardt: Geh aus, mein Herz, Sämtliche deutsche Lieder. Hrsg. Reinhard Mawick, Einführung Inge Mager. Faber & Faber 2006. Illustrationen von Egbert Herfurth
- Karl Marx: Das Kapital, Kritik der politischen Ökonomie. Ausgabe in zwei Bänden. Faber & Faber 2007. Illustrationen von Klaus Waschk
- Martin Luther: Ein feste Burg, Luthers Lieder. Hrsg. Reinhard Mawick, Einführung Inge Mager. Faber & Faber. 2008. Illustrationen von Egbert Herfurth
- Hans Arp: Auf einem Bein. Quetsche, Verlag für Buchkunst, 2008. Mit Farbradierungen von Bernhard Jäger

Zwiedrucke
Herausgegeben von Karl-Georg Hirsch und Matthias Gubig. Grafiken von Karl-Georg Hirsch, Reihenkonzept und Buchgestaltungen von Matthias Gubig
- Anna Langhoff: Vielliebchen, Gedichte. 2005. Holzschnitte von Karl-Georg Hirsch
- Brigitte Struzyk: Die Linde am Rhin. 2006. Holzstich und Schabblätter von Karl-Georg Hirsch
- Rajzel Zychlinski: draj lider, Drei Gedichte. 2007. Holzschnitte von Karl-Georg Hirsch
- Hinnerk Einhorn: Bebbermumpe! 2008. Holzstiche von Karl-Georg Hirsch
- Volker Braun: Flickwerk. 2009. Holzstiche von Karl-Georg Hirsch
- Manfred Jendryschik: Strenger vertraulich. 2010. Holzschnitte von Karl-Georg Hirsch
- Helmut Richter: Über sieben Brücken. 2011. Zeichnungen und Holzschnitte von Karl-Georg Hirsch
- Peter Gosse: Todin. 2012. Holzschnitte von Karl-Georg Hirsch
- Jürgen Rennert: Konjugation durch alle Zeiten. 2013. Holzstiche von Karl-Georg Hirsch

Grafische Reihe der Quetsche. Erstveröffentlichungen und Originalgrafiken
Herausgegeben von Kerstin Hensel. Reihenkonzept, Buchgestaltungen und Nachwort über die Buchschrift von Matthias Gubig. Quetsche, Verlag für Buchkunst, Witzwort
- Rainer Kirsch: Petrarca hat Malven im Garten und beschweigt die Welträtsel. 2002. Holzschnitte von Hans Ticha
- Ursula Krechel: Mein Hallo dein Ohr. 2002. Lithografien von Johannes Grützke
- Steffen Mensching: Taxi Driving. 2003. Lithografien von Anja Tchepets
- Wolfgang Hegewald: Was uns ähnlich sieht. 2004. Holzschnitte von Karl-Georg Hirsch
- Klaus Rifbjerg: Das Bild. 2004. Lithografien von Gisela Mott-Dreizler
- Ditha Brickwell: Jede Stunde stille Nacht. 2005. Linolschnitte von Monika Sieveking
- Günter Kunert: Wohnen, Die Stadt als Museum, Das Stadion. 2005. Radierungen von Friedel Anderson
- Ulrike Draesner: Mittwinter. 2006. Holzschnitte von Lothar Seruset
- Hans Christoph Buch: Nachmittag eines Fauns und anderes Jägerlatein. 2006. Holzschnitte von Uwe Bremer
- Henning Wagenbreth: Cry for help. 2006. Linolschnitte von Henning Wagenbreth

Grafische Reihe der Quetsche, Zweite Serie. Erstveröffentlichungen und Originalgrafiken. Herausgegeben von Ernest Wichner. Reihenkonzept und Buchgestaltungen von Matthias Gubig. Quetsche, Verlag für Buchkunst, Witzwort
- Katja Lange-Müller: Böse Schafe. 2007. Radierungen von Steffen Volmer
- Thomas Lehr: Kreaturen. 2008. Lithografien von Helge Leiberg
- Günter Kunert: Die wunderbaren Frauen. 2008. Lithografien von Hans-Ruprecht Leiß

Matthias Gubig – Grafische Bücher der Edition Spätdruck
- Theophrast, Charaktere. 24 ganzseitige, mehrfarbige Holzschnitte und die großformatigen Zeichen des griechischen Alphabets. Buchdruck, Offsetdruck. 2003.
- Bestdeutsch, Wörter und Unwörter. 13 ganzseitige, mehrfarbige Grafiken. Bleisatz, Buchdruck, Leporello mit originalgrafischem Schutzumschlag. 2004.
- Niccolò Machiavelli: Il Principe, Der Fürst. 6 mehrfarbige Holzschnitte auf eingehängten dreiseitigen Leporelli. Bleisatz, Buchdruck, Pappband mit originalgrafischem Einbandbezug. 2005.
- Karoline von Günderode: Ein apokalyptisches Fragment. 7 zweifarbige Acrylglasstiche. Bleisatz, Buchdruck. Pappband mit originalgrafischem Schutzumschlag. 2006.
- Matthias Gubig: es war einmal ein alfa-b. 26 Acrylglasstiche, kombiniert mit den Lettern des lateinischen Alphabets. Bleisatz, Buchdruck, Pappband mit originalgrafischem Einbandbezug. 2008.
- Giordano Bruno: Vom unendlichen All und den Welten. 10 zweifarbige Acrylglasstiche/Linolschnitte. Bleisatz, Buchdruck. Pappband mit originalgrafischem Einbandbezug, 2008.
- Matthias Gubig: Ein Mensch sollte imstande sein. 14 mehrfarbige Holzschnitte und typografische Bilder. Bleisatz, Buchdruck. Pappband mit originalgrafischem Einbandbezug, 2009.
- Plinius der Jüngere/Volker Braun: Plinius grüßt Tacitus. 4 zweifarbige dreiseitige Holzschnitte im Leporello. Bleisatz, Buchdruck. Pappband mit originalgrafischem Einbandbezug und Schutzumschlag. 2010.
- Georg Christoph Lichtenberg: Ein Traum. 8 Acrylglasstiche, kombiniert mit doppelseitigen Computergrafiken. Buchdruck, Offsetdruck. Flexibler Zwillingsband. 2010.
- Volker Braun: Die Bucht der Hingeschiedenen. 3 mehrfarbige mehrseitige Holz/Linolschnitte im Leporello. Bleisatz, Buchdruck. 2011.
- Matthias Gubig: Das Ständebuch. 20 mehrfarbige Linolschnitte. Bleisatz, Buchdruck. Pappband mit originalgrafischem Einbandbezug. 2012.
- Turmbau zu Babel, mit Texten von Franz Kafka und aus dem Alten Testament. 5 ganzseitige Holzstiche, Bleisatz, Buchdruck. Pappband mit originalgrafischem Einbandbezug, 2013.
- Jürgen Rennert: Zeit und Unzeit der Engel, Gedichte. 5 mehrfarbige dreiseitige Holzschnitte, Bleisatz, Buchdruck. Pappband mit originalgrafischem Einbandbezug. 2013.
- Christoph Hein: Prometheus. 5 mehrfarbige doppelseitige Holzschnitte, Bleisatz, Buchdruck. Pappband mit originalgrafischem Einbandbezug, Format 177 × 300 mm. 2014.
- Matthias Gubig: Tempi. Eine grafische Suite in sechs Sätzen. 30 mehrfarbige Forex-Schnitte auf sechs vierseitigen Montagebögen, Bleisatz, Buchdruck. Pappband mit originalgrafischem Einbandbezug. 2016.
- Bestdeutsch, Wörter und Unwörter 2004 bis 2016. 14 mehrfarbige Holz- oder Forexschnitte, Bleisatz, Buchdruck. Pappband mit originalgrafischem Einbandbezug. 2017.
- Dante Alighieri / Volker Braun: Inferno IV. Limbus. 2 vierseitige Leporelli mit Holzstichen und Nyloprint-Zeichnungen, Buchdruck von Nyloprintplatten. Pappband mit originalgrafischem Einbandbezug. 2018.
- Matthias Gubig: FabelFauna. 12 mehrfarbige Forexschnitte, Buchdruck, Textseiten Laserprint-Handabzüge. Pappband mit originalgrafischem Einbandbezug, 2019.
- Georg Klein: Das Kissen. Holzstiche und Computergrafiken. Pappband mit originalgrafischem Einbandbezug. 2019.
- Matthias Gubig: Preußische Tugenden, Ein Heldenlied in zehn Strophen. 9 mehrfarbige Zeichnungen auf Nyloprintplatten mit Forexschnitten. Pappband mit originalgrafischem Schild. 2020.

Plakatgestaltungen (Eine Auswahl)
- Corvalan ist frei, Freiheit für Chiles Volk! Solidaritätskomitee der DDR. 1977.
- Jazz Bühne Berlin. Rundfunk der DDR, Volksbühne Berlin. 1978.
- gegen Apartheid ! Fachschule für Werbung und Gestaltung Berlin. 1982.
- Gebt der Taube Flügel. Zeitschrift Temperamente. 1982.
- Helft den Patrioten Lateinamerikas. Solidaritätskomitee der DDR. 1985.
- Plastik und Blumen im Treptower Park. Verband Bildender Künstler der UdSSR, Verband Bildender Künstler der DDR, Rat des Stadtbezirks Berlin-Treptow. 1985.
- Krieg dem Kriege. Kunsthochschule Berlin-Weißensee. 1988.
- Wir sind das Volk. Eigenauftrag. 1989.[3]
- Endlich vereint. Eigenauftrag. 1990.
- 550 Jahre Buchdruck 450 Jahre Druckort Berlin. Eigenauftrag. 1990.
- Saul. Nach dem Oratorium von Georg Friedrich Händel. Volkstheater Rostock. 1991.
- Berliner EinheitsKunst. Kunsthochschule Berlin-Weißensee. 1991.
- Die besten Plakate des Jahres 1994. Verband der Grafik-Designer. 1995.
- Europa. Aktion 89 Plakate, Geschichtsforum. 1989/2009.

## Ausstellungen (unvollständig)

### Einzelausstellungen
- Typo & Grafik, Bücher, Plakate und Akzidenzen. Foyer der Kunsthochschule Berlin-Weißensee 1989.
- Grafik und Bücher aus Ost-Berlin. Universitätsbibliothek Osnabrück 1990.
- SatzZeichen. Foyer der Kunsthochschule Berlin-Weißensee. 1994.
- TextBild. Museum für Druckkunst Leipzig. 2000.
- Rückschau, Zum 65. Geburtstag. Foyer der Kunsthochschule Berlin-Weißensee. 2007.
- Bücher und Grafiken. Ladengalerie Annett und Axel Schauß. 2010.
- Bücher-Bilder. Literaturhaus Berlin. 2012.
- Bilder & Bücher. „Zeitzeichen aus fünfzig Jahren“. Galerie 100. Berlin. 2022

### Teilnahme an zentralen und wichtigen regionalen Ausstellungen in der DDR
- 1976, 1979, 1982 und 1986: Berlin, Bezirkskunstausstellungen
- 1982/1983 und 1987/1988: Dresden, IX. und X. Kunstausstellung der DDR
- 1983: Berlin und weitere Städte „Karl Marx. Künstlerbekenntnisse“
- 1988: Berlin, Ausstellungszentrum am Fernsehturm („Berliner Atelier ´88“)
- 1988: Berlin, Ausstellungszentrum am Fernsehturm („America latina. Lateinamerika in der bildenden Kunst der DDR“)

## Auszeichnungen und Sammlungen
Gubig erhielt 1988 die Verdienstmedaille der DDR. Seine Buchgestaltungen wurden seit 1977 mehrfach in den Wettbewerben Die schönsten Bücher der DDR und Die schönsten deutschen Bücher ausgezeichnet. 1989 erhielt er die Goldmedaille der Internationalen Buchkunst-Ausstellung Leipzig und 1997 die Bronzemedaille im Wettbewerb Schönste Bücher aus aller Welt. Von ihm gestaltete Bücher sind in den Sammlungen der Kunstbibliothek Berlin, des Buchmuseums der Deutschen Nationalbibliothek, des Germanischen Nationalmuseums Nürnberg, im Museum van het Boek Den Haag, der Stiftung Lyrik Kabinett München, der Stiftung Plakat OST Berlin und in Privatsammlungen vertreten.
Plakatgestaltungen wurden seit 1982 mehrfach im Wettbewerb 100 beste Plakate des Jahres ausgezeichnet.

## Veröffentlichungen (Auswahl)
- Eigensinn und Typomaß. Symposium XIII. Biennale of Grafic Design. Brno, 1988.
- Stehsatz. Was ich noch nicht ablegen will. Quodlibet! Eine Buchreihe von Clausen & Bosse. Leck, 1995.
- Bücherbilder, Bilderbücher, Illustratoren. In: Deutsche Bibliothek Leipzig, Frankfurt am Main und Berlin und der Stiftung Buchkunst, Frankfurt am Main und Leipzig (Hrsg.): Die vollkommene Lesemaschine. Von deutscher Buchgestaltung im 20. Jahrhundert. 1997, ISBN 3-7657-2023-2, S. 108–149.
- Schrift Setzen. In: Gert Wunderlich: Von zart bis extrafett. Leipzig 1998, ISBN 3-932865-16-2
- Ausgeprägte Charaktere. Handwerkstechniken und Schriftformen. In: Anita Kühnel (Hrsg.): Welt aus Schrift. Das 20. Jahrhundert in Europa und den USA. Verlag der Buchhandlung Walther König. Köln 2010, ISBN 978-3-86560-888-8.
- Axel Bertram, Fünf Jahrzehnte grafisches Gestalten. In: Marginalien, Zeitschrift für Buchkunst und Grafik. 208. Heft (4/2012)
- Typograf & Grafotyp. Matthias Gubig – Grafik und Typografie aus fünf Jahrzehnten. Mit Beiträgen  von  Axel Bertram, Jürgen Engler, Hans-Eberhard Ernst, Anita Kühnel, Nanne Meyer, Sylke Wunderlich. Vacat Verlag Potsdam. 2014, ISBN 978-3-930752-52-2

Weitere Beiträge von und über Matthias Gubig finden sich im Registerband der Marginalien, Zeitschrift für Buchkunst und Bibliophilie für die Hefte 151 – 235 (1998 – 2019), quartus Verlag, 2020.